# 馬氏羊舌鮃
馬氏羊舌鮃為輻鰭魚綱鰈形目鰈亞目鮃科的其中一種，為亞熱帶海水魚，分布於西印度洋紅海海域，棲息深度363-383公尺，棲息在底層水域，生活習性不明。

## 扩展阅读
維基物種上的相關：馬氏羊舌鮃